# Henryk Tomaszewski (graphiste)
Pour l’article homonyme, voir Henryk Tomaszewski.
Henryk Tomaszewski (prononcé tom-a-shev-ski), né le 10 juin 1914 à Varsovie et mort le 11 septembre 2005 dans la même ville est un affichiste polonais. Il est considéré comme le « père » de l' école polonaise de l'affiche.

## Biographie
Henryk Tomaszewski est né à Varsovie, en Pologne, le 10 juin 1914, dans une famille de musiciens.
En 1934, il s'inscrit à l'Académie des Beaux-Arts de Varsovie et en sort diplômé en 1939. Pendant la Seconde Guerre mondiale et l'occupation nazie de la Pologne, Tomaszewski gagnait sa vie grâce à ses peintures, dessins et gravures sur bois qui furent ensuite détruits lors de l'insurrection de Varsovie. En 1947, il commence à créer des affiches pour l'agence publique de distribution de films Central Wynajmu Filmow avec ses collègues designers Tadeusz Trepkowski et Tadeusz Gronowski. La pénurie de fournitures après-guerre a amené Tomaszewski à reprendre les affiches de films et à les construire avec des couleurs vives, des formes abstraites et des jeux typographiques ou sémantiques qui évoquent l'ambiance du film plutôt que de s'appuyer sur leur distribution. Il a également créé des affiches pour les expositions de cirque et d'expositions artistiques, entre autres. Ses affiches dynamiques et astucieuses ont influencé de nombreux affichistes polonais ‒ on parle d'une école polonaise de l'affiche ‒ mais aussi internationaux,,.
Tomaszewski a participé à l'épreuve de peinture du concours d'art des Jeux olympiques d'été de 1948.

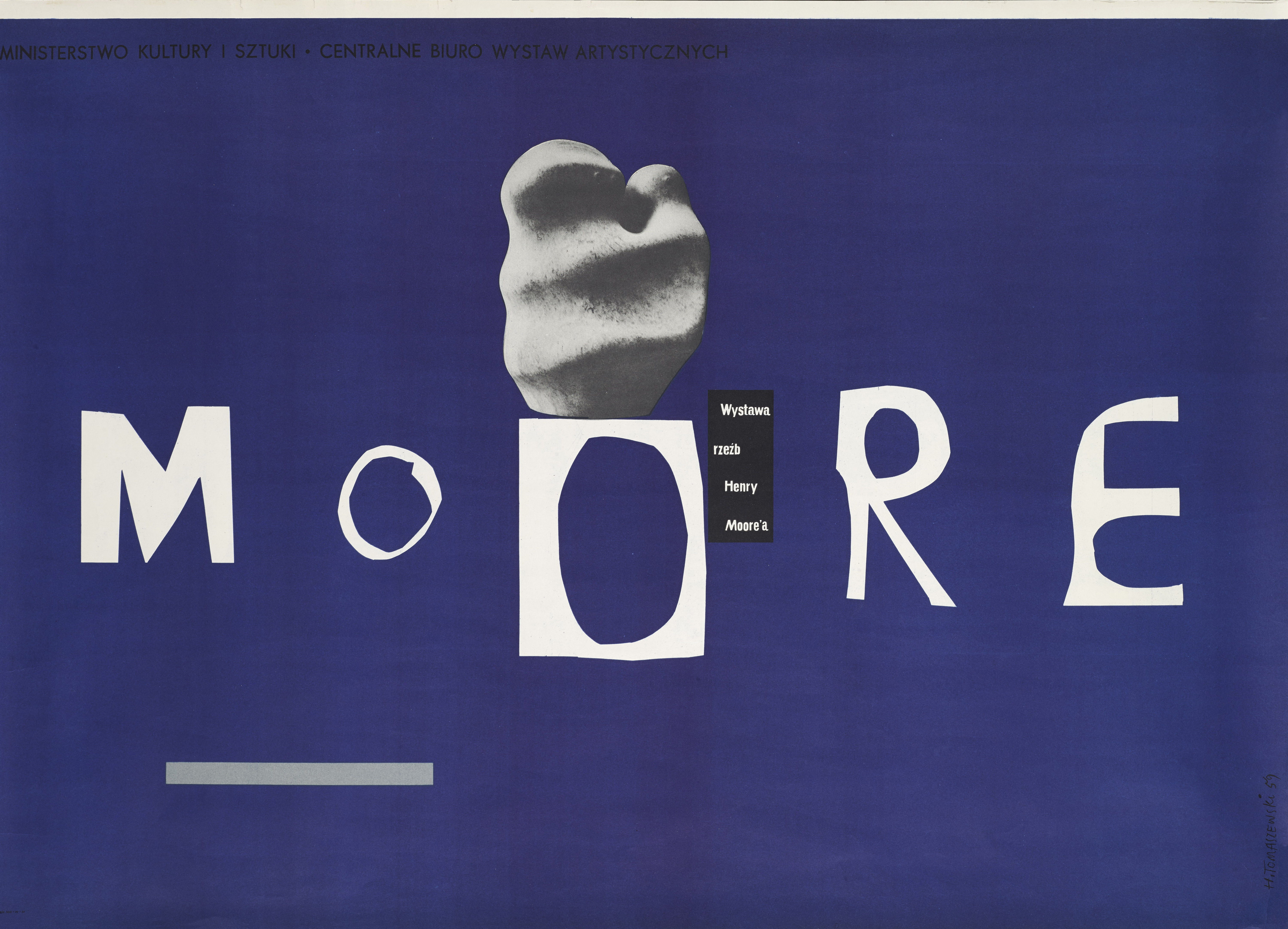
Affiche annonçant une exposition d'Henry Moore, 1959, par Henryk Tomaszewski

Entre 1952 et 1985, il est professeur à l'Académie des Beaux-Arts de Varsovie. De nombreux affichistes français ont étudié auprès de lui : Gérard Paris-Clavel, Pierre Bernard (deux des fondateurs de Grapus), Michel Quarez ou encore Alain Le Quernec. Tomaszewski lui-même se référait moins au graphisme issu de l'école du Bauhaus qu'à la tradition des affichistes français fin de siècle comme Toulouse-Lautrec ou Jules Chéret.
En 1975, Henryk Tomaszewski a reçu le titre de Honorary Royal Designer for Industry de la Royal Society of Arts de Londres et, depuis 1957, il était membre de l'Alliance Graphique International (AGI),.
Tomaszewski est le père du célèbre graphiste polonais contemporain Filip Pagowski.
Il est décédé le 11 septembre 2005 à Varsovie, en Pologne, d'une dégénérescence nerveuse progressive.

## Principales récompenses

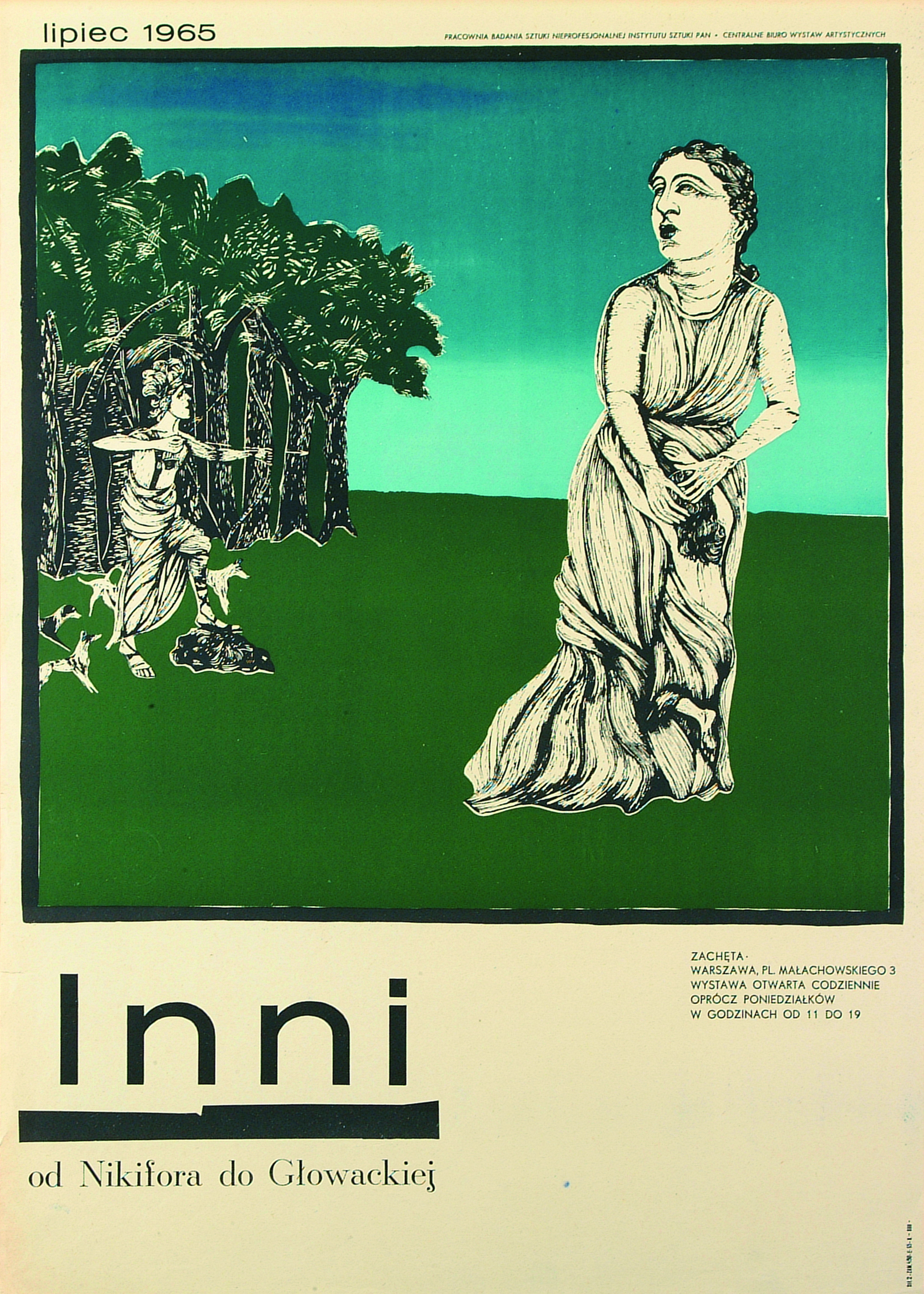
Les Autres - affiche de Tomaszewski, 1965

- 1948 - Cinq médailles d'or, Exposition internationale de l'affiche, Vienne (Autriche)[8]
- 1963 - Premier Prix, Biennale Internationale des Arts, São Paulo (Brésil)[8]
- 1965 - Médaille d'or, Leipzig (DDR)[8]
- 1966 - Médaille d'Argent, Biennale Internationale de l'Affiche, Varsovie (Pologne)
- 1967 - Médaille d'Or, Biennale Nationale Polonaise de l'Affiche, Katowice (Pologne)
- 1970 - Médaille d'Or, Biennale Internationale de l'Affiche, Varsovie (Pologne)[8]
- 1975 - Médaille d'Argent, Biennale Nationale Polonaise de l'Affiche, Katowice (Pologne)
- 1975 - HonRDI, Royal Designers for Industry
- 1979 - Premier Prix, 3e Biennale de l'Affiche, Lahti (Finlande)
- 1981 - Premier Prix, Exposition Internationale d'Affiches, Fort Collins (USA)
- 1986 - Prix d'excellence, ICOGRADA
- 1988 - Médailles d'argent et d'or, Biennale Internationale de l'Affiche, Varsovie (Pologne)
- 1991 - Médaille de Bronze, Triennale Internationale de l'Affiche, Toyama (Japon)
- 1994 - Médaille d'Argent, Triennale Internationale de l'Affiche, Toyama (Japon)
- 1994 - Médaille de Bronze, Biennale Internationale de l'Affiche, Varsovie (Pologne)

## Voir également
- Conception graphique
- Liste des peintres polonais